# Alfredo Marbais du Graty
Alfred Louis Hubert Ghislain Marbais du Graty, Alfredo Marbais du Graty ou Alfred Marbais du Graty (Bruxelas, Bélgica, 1828 - Bruxelas, 1891), foi um  militar, naturalista, geógrafo e historiador belga.

## Fonte
- Wiki culturaapicola